# گو چون فانگ
گو چون فانگ (انگلیسی: Goh Choon Phong) (زاده ۱۹۶۳) کارآفرین، بازرگان و مدیر ارشد اجرایی سنگاپوری است، که در حال حاضر به‌عنوان مدیر عامل اجرایی شرکت سنگاپور ایرلاینز فعالیت می‌کند.